# 唐隆
唐隆（710年六月初四日—七月十九日）是唐殤帝李重茂的年号。
唐玄宗李隆基執政期的开元、天宝年間，因避讳而改称唐元、唐興、唐安。

## 改元
- 景龍四年六月初四甲申（710年7月5日），改元唐隆。[3][4][5]七月二十己巳（710年8月19日），改元景雲。[6][7][8]

## 逝世
- 景龍四年－唐中宗李顯
- 死於唐隆政变者：韋璿、韋播、高嵩、韋皇后、安樂公主、武延秀、上官婉兒、韋溫、內將軍賀婁氏（女）、趙履溫、韋巨源、馬秦客、楊均、葉靜能……

## 纪年
| 唐隆 | 元年  |
| ---- | ----- |
| 公元 | 710年 |
| 干支 | 庚戌  |

## 同期存在的其他政权年号
- 中國
  - 中元克復（710年）：唐朝時期—譙王李重福之年號
- 日本
  - 和銅（708年－715年）：奈良時代—元明天皇之年號

## 參看
- 中國年號索引

## 深入閱讀
- 李崇智. . 北京: 中華書局. 2004年12月. ISBN 7101025129.
- 鄧洪波.  (pdf). 臺北: 國立臺灣大學東亞經典與文化研究計劃. 2005年3月  [2022-01-03]. ISBN 9789860005189. （原始内容存档于2007-08-25）.

| 前一年號： 景龙 | 唐朝年號 710年 | 下一年號： 景雲 |